# Emma Errico
Raffaella Emma Errico (Savona, 21 marzo 1994) è una calciatrice italiana, centrocampista della Freedom.

## Carriera
Dal 1º luglio 2017 svincolata dal Cuneo. Successivamente ha trovato un accordo con il San Zaccaria per la stagione 2017-2018, continuando a disputare il campionato di Serie A. Nel corso della stagione ha disputato tutte e ventidue le giornate di campionato, realizzando otto reti, risultando la migliore marcatrice della sua squadra.
Dopo essere retrocessa allo spareggio perso contro la Pink Sport Time, nell'estate 2018 passa al Tavagnacco, restando così in Serie A.
Cambia ancora squadra nella stagione 2019-2020, approdando al Sassuolo, sempre in massima serie.
A luglio 2020 si trasferisce al neopromosso in massima serie Napoli. Ha giocato al Napoli una sola stagione, per poi trasferirsi al Verona per la stagione 2021-2022. È rimasta in Veneto solo nella prima metà della stagione 2021-22, collezionando 7 presenze in campionato nel corso del girone d'andata. È tornata al Napoli a metà gennaio 2022, poco prima dell'inizio del girone di ritorno della Serie A.

## Statistiche

### Presenze e reti nei club parziali
Statistiche aggiornate al 19 maggio 2025.
| Stagione        | Squadra         | Campionato      | Campionato | Campionato | Coppe nazionali | Coppe nazionali | Coppe nazionali | Coppe continentali | Coppe continentali | Coppe continentali | Altre coppe | Altre coppe | Altre coppe | Totale | Totale |
| Stagione        | Squadra         | Comp            | Pres       | Reti       | Comp            | Pres            | Reti            | Comp               | Pres               | Reti               | Comp        | Pres        | Reti        | Pres   | Reti   |
| --------------- | --------------- | --------------- | ---------- | ---------- | --------------- | --------------- | --------------- | ------------------ | ------------------ | ------------------ | ----------- | ----------- | ----------- | ------ | ------ |
| 2014-2015       | Cuneo           | A               | 26         | 4          | CI              | 3               | 2               | -                  | -                  | -                  | -           | -           | -           | 29     | 6      |
| 2015-2016       | Cuneo           | B               | 20         | 9          | CI              | ?               | 2               | -                  | -                  | -                  | -           | -           | -           | 20+    | 11     |
| 2016-2017       | Cuneo           | A               | 22         | 0          | CI              | 1               | 1               | -                  | -                  | -                  | -           | -           | -           | 23     | 1      |
| Totale Cuneo    | Totale Cuneo    | Totale Cuneo    | 68         | 13         |                 | 4+              | 5+              |                    | -                  | -                  |             | -           | -           | 72+    | 18+    |
| 2017-2018       | San Zaccaria    | A               | 22+1       | 8          | CI              | 2               | 1               | -                  | -                  | -                  | -           | -           | -           | 25     | 9      |
| 2018-2019       | Tavagnacco      | A               | 21         | 1          | CI              | 2               | 0               | -                  | -                  | -                  | -           | -           | -           | 23     | 1      |
| 2019-2020       | Sassuolo        | A               | 10         | 0          | CI              | 1               | 0               | -                  | -                  | -                  | -           | -           | -           | 11     | 0      |
| 2020-2021       | Napoli          | A               | 20         | 1          | CI              | 2               | 0               | -                  | -                  | -                  | -           | -           | -           | 22     | 1      |
| 2021-gen. 2022  | Verona          | A               | 7          | 0          | CI              | 2               | 1               | -                  | -                  | -                  | -           | -           | -           | 9      | 1      |
| gen.-giu. 2022  | Napoli          | A               | 10         | 0          | CI              | 0               | 0               | -                  | -                  | -                  | -           | -           | -           | 10     | 0      |
| Totale Napoli   | Totale Napoli   | Totale Napoli   | 30         | 1          |                 | 2               | 0               |                    | -                  | -                  |             | -           | -           | 32     | 1      |
| 2022-2023       | Parma           | B               | 0          | 0          | CI              | 0               | 0               | -                  | -                  | -                  | -           | -           | -           | 0      | 0      |
| 2023-2024       | Genoa           | B               | 23         | 0          | CI              | 1               | 0               | -                  | -                  | -                  | -           | -           | -           | 24     | 0      |
| 2024-2025       | Genoa           | B               | 11         | 1          | CI              | 0               | 0               | -                  | -                  | -                  | -           | -           | -           | 11     | 1      |
| Totale Genoa    | Totale Genoa    | Totale Genoa    | 34         | 1          |                 | 1               | 0               |                    | -                  | -                  |             | -           | -           | 35     | 1      |
| Totale carriera | Totale carriera | Totale carriera | 183+       | 24+        |                 | 14+             | 7+              |                    | -                  | -                  |             | -           | -           | 197+   | 31+    |

## Palmarès

### Club
- Campionato italiano di Serie B: 1

Cuneo: 2015-2016